# Xuper Star
Xuper Star foi um programa de TV apresentado por Xuxa Meneghel, no dia 30 de abril de 1991.

## Formato
O programa humorístico Xuper Star, foi criado e escrito por Chico Anysio, especialmente para Xuxa Meneghel, e teve a direção do famoso diretor Jorge Fernando. Na história Xuxa interpretava quatro personagens: a apresentadora Shirley Liz (a personagem principal), a empregada metida e atrapalhada Rosicleide Sueli, a avó Cotinha e Lívia Peron, uma mulher esotérica. Ainda faziam parte do elenco fixo Jorge Fernando e Guilherme Karam. O humorístico teve várias participações especiais como Victor Fasano, Jorge Lafond, Neguinho da Beija-Flor, Zezé Macedo e Patrícia Travassos, entre outros. "Xuper Star" era para ter entrado na grade da emissora e seria exibido uma vez por mês. Porém, o programa foi exibido uma única vez em abril de 91, no extinto "Terça Nobre". Há duas versões para o fim inesperado do programa: a audiência não teria agradado a emissora, que esperava índices maiores, ou a apresentadora teria tido alergia à maquiagem usada para caracterizar inúmeras personagens.